# Paul Marco
Paul Marco (* 10. Juni 1925 in Los Angeles; † 14. Mai 2006 in Hollywood) war ein US-amerikanischer Schauspieler, der besonders durch Auftritte in Filmen von Ed Wood bekannt wurde.

## Leben
Marco nahm Unterricht in Schauspiel, Gesang und Tanz und spielte zunächst als Schauspieler an kleineren Theaterbühnen. 1944 gab er in dem Archie-Mayo-Musical Sweet and Low-Down sein Spielfilmdebüt. Seine Karriere verlief zunächst ohne nennenswerte Höhepunkte, bis in den frühen 1950er Jahren der US-amerikanische Parapsychologe und Fernsehmoderator Criswell Marco eine bedeutende Karriere prophezeite und ihn dem B-Movie-Regisseur Ed Wood vorstellte. Unter der Regie des „schlechtesten Regisseurs aller Zeiten“ (Golden Turkey Award) spielte Marco in mehreren Produktionen. Dabei verkörperte er insgesamt dreimal – in den Filmen Bride of the Monster, Night of the Ghouls und Plan 9 from Outer Space – den ängstlichen und unbeholfenen Polizisten „Kelton“. Danach endete die Zusammenarbeit mit Wood und Marco zog sich mehr und mehr aus dem Beruf zurück. Zu seinen letzten Produktionen gehörten das Drama Die jungen Wilden mit Burt Lancaster und eine Episode der Fernsehserie 77 Sunset Strip.
Erst Tim Burtons Filmporträt Ed Wood (1994) brachte Marco wieder eine gewisse Popularität. Im Film gründet Marco (dargestellt von Max Casella) nach dem Ende seiner Filmkarriere einen eigenen Fanclub, dem er als Präsident vorsteht, und verwendet viel Energie darauf, vermeintlichen Fans Autogramme zu geben.
2005 war er im Kompilationsfilm The Naked Monster ein letztes Mal in der Rolle des Officer Kelton zu sehen.
Paul Marco starb 80-jährig nach langwierigen gesundheitlichen Problemen am 14. Mai 2006.

## Filmografie
- 1944: Sweet and Low-Down
- 1952: Hiawatha
- 1955: Die Rache des Würgers (Bride of the Monster)
- 1957: Plan 9 aus dem Weltall (Plan 9 from Outer Space)
- 1959: Night of the Ghouls
- 1960: Mutter ist die Allerbeste (The Donna Reed Show, Fernsehserie, Folge 3x03)
- 1960: 77 Sunset Strip (Fernsehserie, Folge 3x09)
- 1961: Die jungen Wilden (The Young Savages)
- 2005: The Naked Monster
- 2009: Kelton’s Dark Corner: Trilogy One (posthum veröffentlicht)